# Джаясімха I (Східні Чалук'ї)
Джаясімха I Валлабха (д/н — 673) — 1-й магараджа держави Східних Чалук'їв.

## Життєпис
Син Кубджу-Вішну-вардхана, вішнасіддхі (на кшталт віцекороля) Венги. 641 року після загибелі батька у війні з Паллавами успадкував його посаду. 642 року після загибелі стрийка — магараджахіраджи Пулакешина II прийняв титул магараджи і оголосив незалежність. Цьому також сприяло тимчасове послаблення держави Чалук'я.
Панував 32 роки, про що відомості обмежені. Відомо, що зміг розширити межі володінь. Воював з паллавськими володарями Нарасімхаварманом I і Махендраварманом II за область на південь від річки Крішна.
Був поклонником Вішну. Його кам'яний «епіграф в Віппарла» (споруджено на 8 рік панування) є одним із найперших записів мовою телугу, який допомагає вченим прослідити її розвиток.
Йому спадкував молодший брат Індра I.